# Lista Marjana Šarca
Lista Marjana Šarca (nekdaj Lista Marjana Šarca – Naprej Kamnik) je bila politična stranka v Sloveniji, ki jo je ustanovil in vodil Marjan Šarec. Stranka je bila ustanovljena kot lokalna stranka, s katero je Šarec leta 2014 zmagal na lokalnih volitvah in postal župan Občine Kamnik. Leta 2017 se je Šarec odločil za kandidaturo na predsedniških volitvah, kjer je v drugem krogu zaostal za dotedanjim predsednikom države Borutom Pahorjem. Ob tem je napovedal nastop na državnozborskih volitvah junija naslednje leto.
Stranka se je v parlament prebila kot druga največja stranka in osvojila 13 poslanskih mest. Po tem, ko predsednik največje parlamentarne stranke SDS Janez Janša ni sprejel mandata za sestavo vlade, je predsednik države Pahor mandat za sestavo vlade podelil Marjanu Šarcu. Ta je s še štirimi strankami sestavil 13. vlado Republike Slovenije, ki je prisegla 13. septembra 2018. Šarčeva vlada je bila prva manjšinska v zgodovini Slovenije. Po odstopu Marjana Šarca z mesta predsednika vlade in posledičnem padcu vlade se stranka ni odločila za vstop v vlado Janeza Janše in odšla v opozicijo. Na evropski ravni je bila stranka članica Stranke zavezništva liberalcev in demokratov za Evropo.
Na državnozborskih volitvah leta 2022 je stranka izpadla iz parlamenta. 7. junija 2022 je bila na kongresu LMŠ s 97 odstotki glasov nato izglasovana pripojitev h Gibanju Svoboda, zmagovalni stranki teh državnozborskih volitev.

## Zgodovina

### Začetki na lokalni ravni
Marjan Šarec, nekdanji novinar, igralec in komik, je ustanovil stranko (sprva Lista Marjana Šarca – Naprej Kamnik) v svojem prvem županskem mandatu za udeležbo na lokalnih volitvah 2014.

### Pojav na državnem nivoju
Šarec je nastopil na predsedniških volitvah 2017, kjer se je uvrstil v drugi krog in tesno izgubil proti dotedanjemu predsedniku, Borutu Pahorju. Potem ko je napovedal udeležbo na državnozborskih volitvah, se je v javnomnenjskih raziskavah njegova stranka večkrat zavihtela na prvo mesto. Bolj kot so se bližale volitve, bolj ji je primat v raziskavah prevzemala stranka SDS.
Stranka je med kampanjo zagovarjala uvedbo preferenčnega glasovanja, dvig parlamentarnega praga, reformo zdravstvenega sistema in razširitev jedrske elektrarne Krško. Zavzemala se je proti privatizaciji strateških podjetij in za zmanjševanje javnega dolga.
Na državnozborskih volitvah 2018 je stranka prejela 12,6 % glasov in s tem 13 poslanskih mest. Skupaj s SAB, SD, SMC, DeSUS in s podporo Levice je oblikovala 13. slovensko vlado, katere predsednik je bil Šarec.
Na evropskem nivoju se je stranka vključila v zavezništvo liberalcev in demokratov (ALDE). Za nastop na evropskih volitvah maja 2019, ki bo prvi nastop te stranke na evropskih volitvah, se je dogovarjala za skupno listo s SAB in SMC. Februarja 2019 je Šarec na sestanku povedal Alenki Bratušek in Miru Cerarju, da namerava na evropskih volitvah osnovati samostojno listo.
Po odstopu Marjana Šarca z mesta predsednika vlade in posledičnemu padcu vlade, je stranka pristala v opoziciji, saj se ni udeležila koalicijskih pogajanj s Slovensko demokratsko stranko. Šarec je ob odstopu zagovarjal predčasne volitve in kasneje predsednika vlade Janeza Janšo večkrat pozval k odstopu. Oktobra 2020 je LMŠ z opozicijskimi strankami SD, Levica in SAB oblikovala t. i. Koalicijo ustavnega loka, ki je želela do volitev prevzeti oblast in za tehničnega mandatarja postaviti ekonomista Jožeta P. Damijana. 15. decembra 2020 je Šarec sporočil, da bo stranka za mandatarja podprla Karla Erjavca.
Predsednik republike Borut Pahor je v začetku leta 2021 dvakrat organiziral srečanje predsednikov parlamentarnih strank (drugič tudi z zdravstveno stroko), ki bi zmanjšalo razhajanje med strankami. Šarec je povabilo na pogovore obakrat zavrnil, poleg njega tudi Luka Mesec iz stranke Levica. Šarec je ob tem v odgovoru predsedniku Pahorju navedel: "Stroka naj dobi priložnost svoja videnja predstaviti celotni politiki, ne zgolj njenemu vrhu, predvsem pa naj jih ima priložnost predstaviti ljudem. In to v državnem zboru, ne pa umaknjena v dvorec na Brdo." Stranka je predlagala ustavno obtožbo zoper predsednika vlade Janeza Janšo.
4. septembra 2021 je stranka ustanovila svoj podmladek LMŠ UPI. Za predsednika je bil izvoljen poslanec Nik Prebil, za podpredsednico pa Špela Trobec.

### Izpad iz parlamenta in ukinitev
Na državnozborskih volitvah 24. aprila 2022 je stranka osvojila 43.731 oz. 3,72 % glasov in tako ostala pod parlamentarnim pragom. Marjan Šarec odstopa ni ponudil, je pa podpredsednica stranke Tina Heferle izrazila razočaranje nad "katastrofalnim porazom".
Kljub izpadu iz državnega zbora pa je mandatar 15. vlade Republike Slovenije k sodelovanju v vladi povabil tudi Marjana Šarca, ki je nato zasedel mesto ministra za obrambo. Poleg tega je bilo nekaj članov imenovanih na mesta državnih sekretarjev. 8. junija 2022 je zbor članstva stranke s 97 odstotki glasov podprl priključitev LMŠ k stranki Gibanje Svoboda.

## Poslanska skupina
Glej stran: Poslanska skupina Liste Marjana Šarca

#### Menjave poslancev
- 14. februarja 2019 je z mesta poslanca odstopil Darij Krajčič, poslanec LMŠ. Odstopu je botrovala afera s krajo sendviča v trgovini blizu DZ. Na poslanskem mestu ga je zamenjal Nik Prebil.[25] Število poslancev v poslanski skupini je ostalo nespremenjeno.
- Ob nastopu 14. vlade Republike Slovenije je mandat prenehal tedanjemu predsedniku vlade Marjanu Šarcu iz vrst LMŠ. S povratkom v poslanske klopi je izrinil nadomestno poslanko Karlo Urh.
- Ob nastopu 14. vlade Republike Slovenije je mandat prenehal ministru za javno upravo Rudiju Medvedu iz vrst LMŠ. S povratkom v poslanske klopi je izrinil nadomestno poslanko Nino Maurovič.
- 15. maja 2020 je iz poslanske skupine Stranke modernega centra v poslansko skupino LMŠ prestopil Jani Möderndorfer. LMŠ je tako tvorila poslansko skupino s 14 poslanci.[26]

## Ministri v vladah
| Vlada | Minister          |  | Funkcija                    | Ministrstvo                    | Mandat                            | Predsednik stranke | Predsednik vlade |
| ----- | ----------------- |  | --------------------------- | ------------------------------ | --------------------------------- | ------------------ | ---------------- |
| 13.   | Rudi Medved       |  | Minister za javno upravo    | Ministrstvo za javno upravo    | 13. september 2018-13. marec 2020 | Marjan Šarec       | Marjan Šarec     |
| 13.   | Andrej Bertoncelj |  | Minister za finance         | Ministrstvo za finance         | 13. september 2018-13. marec 2020 | Marjan Šarec       | Marjan Šarec     |
| 13.   | Boštjan Poklukar  |  | Minister za notranje zadeve | Ministrstvo za notranje zadeve | 13. september 2018-13. marec 2020 | Marjan Šarec       | Marjan Šarec     |
| 13.   | Aleš Šabeder      |  | Minister za zdravje         | Ministrstvo za zdravje         | 8. marec 2019-13. marec 2020      | Marjan Šarec       | Marjan Šarec     |
| 13.   | Samo Fakin        |  | Minister za zdravje         | Ministrstvo za zdravje         | 13. september 2018-8. marec 2019  | Marjan Šarec       | Marjan Šarec     |

## Organi stranke
Sestav vodstva stranke ob ukinitvi:
- Predsednik: Marjan Šarec
- Podpredsednika: Jerca Korče in Igor Žavbi
- Vodja poslanske skupine: Brane Golubović
- Namestnik vodje poslanske skupine: Jerca Korče
- Generalni sekretar: Tomaž Simetinger
- Izvršilni odbor: 4 člani
- Nadzorni odbor: 3 članov

## Kritike in kontroverze

### Afera Kralj
28. avgusta 2019 je v javnost prišla vest, da naj bi generalni sekretar stranke Brane Kralj lobiral, da bi bil nekdanji evropski poslanec Igor Šoltes izbran na razpisu za direktorja podjetja Uradni list. Kralj je osebno poklical predsednico nadzornega sveta Uradnega lista Ireno Prijović ter ji rekel, da država pričakuje imenovanje Šoltesa na to mesto, prav tako naj bi želel poročanje o kadrovskem postopku brez vednosti SDH. Kralj je sporočil, da je s klicem želel le omeniti, "da bi bil Igor Šoltes lahko dober kandidat za direktorja Uradnega lista." Nadalje je obžaloval, da je Prijovićeva to razumela kot pritisk. Predsednik stranke Marjan Šarec, ki za klic naj ne bi vedel, je do naslednjega dne zahteval njegova pojasnila. Naslednji dan je Šarec na novinarski konferenci sporočil, da Kralj ne bo več opravljal funkcije sekretarja stranke LMŠ.

### Sendvič
Februarja 2019 je poslanec LMŠ Darij Krajčič odstopil s poslanske funkcije za tem, ko je na seji odbora za kmetijstvo podal anekdoto glede kraje sendviča iz trgovine. Po njegovih besedah se je za krajo odločil po dolgem čakanju pred blagajno, kasneje pa pojasnil, da naj ne bi šlo za krajo temveč za "družbeni eksperiment" in da naj bi za izdelek kasneje tudi plačal.

### Koronavirus
Stranka in predsednik Marjan Šarec sta bila deležna več kritik glede ukrepanja v prvem valu epidemije koronavirusa. Nova, 14. vlada Republike Slovenije je Šarcu očitala, da s svojo vlado ni zagotovil dovoljšnje opreme zaščitne opreme in respiratorjev, ki jih je država potrebovala v času epidemije. Šarčeva vlada je po mnenju naslednikov napačno ocenila situacijo in prepozno ukrepala glede samozaščitnih ukrepov; direktorica Nacionalnega inštituta za javno zdravje Nina Pirnat iz tujine vračajoče potnike z bolezenskimi znaki ni svetovala zaščitnih ukrepov in mask, trdila je, da je za prenos virusa potreben tesnejši stik in teden dni pred razglašeno epidemijo zagotavljala, da “V Sloveniji še zdaleč nimamo epidemije koronavirusa." Poslanka LMŠ Lidija Divjak Mirnik je na Twitterju objavila "V jeseni "bomo baje" tudi v šolah imeli 2 val. Ali so @vladaRS jasnovidci ali preprosto STRAŠIJO LJUDI! Zakaj že? #kakodolgoše".
Poslanec LMŠ Jani Möderndorfer je na seji državnega zbora, 26. maja 2020, snel zaščitno masko rekoč "jaz tega ne bom več nosil!". Ob tem je dodal, da se Nacionalni inštitut za javno zdravje RS "dela norce", saj da je vlada preklicala epidemijo. Pozval je predsednik državnega zbora, da poslanci prevzamejo pravila, kakšen bo red v parlamentu in ne NIJZ.

### Ostalo
Šarec je septembra 2018 za državnega sekretarja za nacionalno varnost imenoval Damirja Črnčca. Črnčec je bil predhodno blizu stranki SDS in je v drugi Janševi vladi služil kot vodja SOVE, pred tem pa skoraj dve desetletji vodil OVS, kamor je bil imenovan v času prve Janševe vlade. Prav tako je Črnčec leta 1994 protestiral v podporo Janezu Janši v luči afere Depala vas, po odhodu Janše v zapor pa je vodil Odbor 2014, ki je s protesti pred stavbo ljubljanskega sodišča pozival k Janševemu izpustu. Črnčec je bil sicer znan po kontroverznih izjavah v javnosti "proti Islamu, migrantom, levičarjem in vsemu ostalemu, kar naj bi ogrožalo belo in krščansko Evropo", kot jih je opisal časnik Dnevnik. Ob imenovanju se je Šarec skliceval na strokovnost: "združujem strokovnjake". Šarec je kasneje pojasnil "[...] da nestrpnosti ne toleriramo, bo veljalo tudi v bodoče. Črnčec je s tem seznanjen, in če bo ravnal drugače in v neskladju s tem, bo v tistem trenutku odstavljen". Imenovanje je pobudilo peticijo za odstranitev Črnčca z vladnega položaja.
Šarcu je bilo februarja 2019 očitano, da naj bi neprimerno posredoval pri kadrovskih odločitvah SOVE, da bi zagotovil zaposlitev domnevne dolgoletne znanke, ki naj bi bila nekdanja uradnica Občine Kamnik, s katero naj bi bil vpleten tudi v razmerje. Šarec je očitke zanikal. Na Občini Kamnik so med tem potrdili, da omenjana oseba v zadnjih 20 letih ni bila zaposlena kot občinska uslužbenka.
Koalicija 14. vlade Republike Slovenije je LMŠ očitala sprenevedanje, ko je LMŠ z nekaterimi opozicijskimi strankami novi vladi očitala kadrovanje in spodkopavanje neodvisnosti nekaterih državnih institucij. Šarec je namreč pred volitvami dejal, da če hoče "Kot nov človek kaj spreminjati, potem je nujno izvesti kadrovske menjave" in "Če nimaš pravih ljudi na pravem mestu, boš težko delal." Prav tako je Šarec nekaterim institucijam (med njimi SDH) očital preveliko neodvisnost.

## Volitve
| Volitve | Volitve                     | Mesto | Število glasov   | Odstotek | Število mandatov                                | Opomba                                                       |
| ------- | --------------------------- | ----- | ---------------- | -------- | ----------------------------------------------- | ------------------------------------------------------------ |
| 2017    | Predsedniške volitve 2017   | 2.    | 1. krog: 186.235 | 24,76 %  | /                                               | Kandidat stranke je bil Marjan Šarec.                        |
| 2017    | Predsedniške volitve 2017   | 2.    | 2. krog: 334.239 | 46,91 %  | /                                               | Kandidat stranke je bil Marjan Šarec.                        |
|         |                             |       |                  |          |                                                 |                                                              |
| 2018    | Državnozborske volitve 2018 | 2.    | 112.250          | 12,60 %  | 13 / 90                                         |                                                              |
| 2018    | Lokalne volitve 2018        | 9.*   | 19.217           | 2,48 %   | Župani0 / 212Občinski/mestni svetniki53 / 2.750 | *glede na število svetnikov                                  |
|         |                             |       |                  |          |                                                 |                                                              |
| 2019    | Evropske volitve 2019       | 3.    | 74.431           | 15,44 %  | 2 / 8                                           | Izvoljena evropska poslanca: - Irena Joveva - Klemen Grošelj |
|         |                             |       |                  |          |                                                 |                                                              |
| 2022    | Državnozborske volitve 2022 | 6.    | 43.731           | 3,72 %   | 0 / 90                                          |                                                              |

## Vidnejši člani stranke
- Marjan Šarec, predsednik in ustanovitelj stranke, nekdanji predsednik vlade
- Brane Golubović, poslanec in vodja poslanske skupine
- Damir Črnčec, državni sekretar za nacionalno varnost premiera Marjana Šarca
- Irena Joveva, nekdanja novinarka, evropska poslanka
- Klemen Grošelj, evropski poslanec
- Rudi Medved, poslanec in nekdanji minister za javno upravo
- Tina Heferle, poslanka, podpredsednica stranke in podpredsednica Državnega zbora Republike Slovenije (2018-2022)
- Boštjan Poklukar, nekdanji minister za notranje zadeve